# Andrei Marga
Andrei Marga (* 22. Mai 1946 in Bukarest) ist ein rumänischer Philosoph, Politikwissenschaftler, Politiker und Universitätsprofessor. Marga war Rektor der Babeș-Bolyai-Universität Cluj (1993–2004), Bildungsminister (1997–2000) und 2012 kurzzeitig Außenminister von Rumänien im ersten Kabinett Ponta.

## Werdegang
Andrei Marga studierte an der Babeș-Bolyai-Universität Cluj Philosophie. Schon als Student war er Mitglied der Rumänischen Kommunistischen Partei. 1975 erhielt er ein DAAD-Stipendium  und forschte an den Universitäten Freiburg, Bielefeld und Frankfurt am Main für seine Promotion in Philosophie.  Zwischen 1984 und 1990 kam er in den Genuss mehrerer Studienreisen an den Universitäten  in Erlangen, Münster und Frankfurt am Main.

### Wissenschaftler
Andrei Marga ist Autor mehrerer Bücher aus den Bereichen Philosophie der Gegenwart, politische Philosophie, Philosophie der Religionen, Geschichte der Philosophie. Seine wichtigsten Arbeiten behandeln die Werke von  Marcuse und Habermas, beide Vertreter der Frankfurter Schule.
Von 1993 bis 2004 sowie zwischen 2008 und 2012 leitete er die Babeș-Bolyai-Universität in Klausenburg.

### Politiker
Von 1997 bis 2000 war Marga Bildungsminister in den Kabinetten Ciorbea, Vasile und Isărescu seitens der Nationalen Christdemokratischen Bauernpartei (rumänisch Partidul Național Țărănesc Creștin Democrat PNȚCD). Nach den Wahlniederlagen der PNȚCD im Jahr 2000, war er vorübergehend Vorsitzender der PNȚCD, wechselte aber dann zu der National Liberalen Partei (rumänisch Partidul Național Liberal).
Vom 7. Mai bis 6. August 2012 war Marga Außenminister von Rumänien im ersten Kabinett Ponta. Danach wurde er zum Leiter des Rumänischen Kulturinstituts (ICR) berufen, trat aber bereits im Juni 2013 von dem Amt zurück.

## Auszeichnungen
- 2003 Verdienstorden der Bundesrepublik Deutschland[5]
- 2005 Herder-Preis[6]
- 2011 Patriarchenkreuz der Rumänisch-Orthodoxen Kirche[7]